# Huangshi
Huangshi (en chino, 黄石; pinyin, Huángshí (escuchar)ⓘ) es una ciudad-prefectura en la provincia de Hubei, República Popular de China. Limita al norte y oeste con Ezhou, al sur con Xianning y al este con la provincia de Anhui. Su área es de 4564 km² y su población total para 2019 superó los 2,47 millones de habitantes. 

## Administración
La ciudad prefectura de Huanggang se divide en 6 localidades que se administran en 4 distritos urbanos, 1 ciudad suburbana y 1 condado rural.
- Distrito Huangshigang (黄石港区)
- Distrito Xisaishan (西塞山区)
- Distrito Xialu (下陆区)
- Distrito Tieshan (铁山区)
- Ciudad Daye (大冶市)
- Condado Yangxin (阳新县)

## Toponimia
El topónimo Huangshi [/Juáng-shi/] significa "roca amarilla". El 21 de agosto de 1950, el Consejo de Estado aprobó la fusión  del Puerto Huangshi (黄石港 Huangshi gang) con el área minera Horno de cal (石灰窑 Shihuiyao) para establecer la Ciudad Huangshi bajo la jurisdicción de la provincia de Hubei.
Aunque el nombre Ciudad Huangshi (黄石市) sólo se conoce en el mundo desde hace cincuenta años, el topónimo Huangshi (黄石 roca amarilla) como tal es muy antiguo.
Li Daoyuan (郦道元 472-527 AD) geógrafo de la dinastía Wei del Norte, escribió en sus notas; "En la orilla derecha del río [Yangtsé] se encuentra la Montaña Huangshi (黄石山), cuyas aguas fluyen por su norte, formando el Arrecife Huangshi (黄石矶), también llamado Shiciqi (石茨圻). [En esta zona] se ubicaba el condado de Xiling (西陵县)". El nombre Huangshi refleja sus condiciones geográficas con formaciones rocosas o suelos de tonos amarillentos, producto de sus depósitos minerales, dando nombre a una montaña, a un arrecife, y a la ciudad.

## Geografía
La ciudad-prefectura de Huangshi está situada en el sureste de la provincia de Hubei, en la orilla suroeste de una de las grandes curvas en el río Yangtsé. Se encuentra a 100 km al sureste de Wuhan, y hace frontera al sur con la provincia de Jiangxi. El terreno es en su mayoría pequeñas montañas y colinas. La montaña más alta se encuentra a una altitud de 860 m s. n. m. (metros sobre el nivel del mar). Tiene docenas de lagos de gran tamaño.

## Clima
El clima de la ciudad de Huangshi es subtemplado. La temperatura media anual es de 17 °C, y la precipitación es de 1400 mm. Hay 264 días libres de heladas. Nieva entre diciembre y febrero
| Parámetros climáticos promedio de Huangshi a 32m, (1991–2020 promedio) | Parámetros climáticos promedio de Huangshi a 32m, (1991–2020 promedio) | Parámetros climáticos promedio de Huangshi a 32m, (1991–2020 promedio) | Parámetros climáticos promedio de Huangshi a 32m, (1991–2020 promedio) | Parámetros climáticos promedio de Huangshi a 32m, (1991–2020 promedio) | Parámetros climáticos promedio de Huangshi a 32m, (1991–2020 promedio) | Parámetros climáticos promedio de Huangshi a 32m, (1991–2020 promedio) | Parámetros climáticos promedio de Huangshi a 32m, (1991–2020 promedio) | Parámetros climáticos promedio de Huangshi a 32m, (1991–2020 promedio) | Parámetros climáticos promedio de Huangshi a 32m, (1991–2020 promedio) | Parámetros climáticos promedio de Huangshi a 32m, (1991–2020 promedio) | Parámetros climáticos promedio de Huangshi a 32m, (1991–2020 promedio) | Parámetros climáticos promedio de Huangshi a 32m, (1991–2020 promedio) | Parámetros climáticos promedio de Huangshi a 32m, (1991–2020 promedio) |
| Mes                                                                    | Ene.                                                                   | Feb.                                                                   | Mar.                                                                   | Abr.                                                                   | May.                                                                   | Jun.                                                                   | Jul.                                                                   | Ago.                                                                   | Sep.                                                                   | Oct.                                                                   | Nov.                                                                   | Dic.                                                                   | Anual                                                                  |
| ---------------------------------------------------------------------- | ---------------------------------------------------------------------- | ---------------------------------------------------------------------- | ---------------------------------------------------------------------- | ---------------------------------------------------------------------- | ---------------------------------------------------------------------- | ---------------------------------------------------------------------- | ---------------------------------------------------------------------- | ---------------------------------------------------------------------- | ---------------------------------------------------------------------- | ---------------------------------------------------------------------- | ---------------------------------------------------------------------- | ---------------------------------------------------------------------- | ---------------------------------------------------------------------- |
| Temp. máx. media (°C)                                                  | 8.6                                                                    | 11.6                                                                   | 16.2                                                                   | 22.7                                                                   | 27.4                                                                   | 30.3                                                                   | 33.5                                                                   | 33.1                                                                   | 29.2                                                                   | 23.7                                                                   | 17.4                                                                   | 11.2                                                                   | 22.1                                                                   |
| Temp. media (°C)                                                       | 4.8                                                                    | 7.5                                                                    | 11.9                                                                   | 18.0                                                                   | 22.9                                                                   | 26.2                                                                   | 29.4                                                                   | 28.8                                                                   | 24.8                                                                   | 19.0                                                                   | 12.7                                                                   | 6.9                                                                    | 17.7                                                                   |
| Temp. mín. media (°C)                                                  | 2.1                                                                    | 4.5                                                                    | 8.4                                                                    | 14.1                                                                   | 19.0                                                                   | 22.9                                                                   | 25.9                                                                   | 25.4                                                                   | 21.4                                                                   | 15.5                                                                   | 9.4                                                                    | 3.8                                                                    | 14.4                                                                   |
| Precipitación total (mm)                                               | 66.9                                                                   | 82.6                                                                   | 118.3                                                                  | 163.2                                                                  | 174.3                                                                  | 239.7                                                                  | 235.4                                                                  | 141.0                                                                  | 78.2                                                                   | 68.8                                                                   | 63.4                                                                   | 40.0                                                                   | 1471.8                                                                 |
| Días de precipitaciones (≥ 0.1 mm)                                     | 11.1                                                                   | 11.9                                                                   | 14.3                                                                   | 13.3                                                                   | 13.2                                                                   | 13.9                                                                   | 13.2                                                                   | 11.6                                                                   | 7.8                                                                    | 9.2                                                                    | 9.2                                                                    | 8.4                                                                    | 137.1                                                                  |
| Días de nevadas (≥ 1 mm)                                               | 3.8                                                                    | 2.1                                                                    | 0.5                                                                    | 0                                                                      | 0                                                                      | 0                                                                      | 0                                                                      | 0                                                                      | 0                                                                      | 0                                                                      | 0.2                                                                    | 1.1                                                                    | 7.7                                                                    |
| Horas de sol                                                           | 81.1                                                                   | 86.1                                                                   | 111.1                                                                  | 141.4                                                                  | 152.3                                                                  | 138.9                                                                  | 192.3                                                                  | 195.2                                                                  | 157.3                                                                  | 144.4                                                                  | 120.4                                                                  | 109.6                                                                  | 1630.1                                                                 |
| Humedad relativa (%)                                                   | 78                                                                     | 77                                                                     | 76                                                                     | 74                                                                     | 75                                                                     | 79                                                                     | 77                                                                     | 77                                                                     | 75                                                                     | 75                                                                     | 77                                                                     | 75                                                                     | 76.3                                                                   |
| Fuente: Administración Meteorológica de China                          |                                                                        |                                                                        |                                                                        |                                                                        |                                                                        |                                                                        |                                                                        |                                                                        |                                                                        |                                                                        |                                                                        |                                                                        |                                                                        |

## Economía
El PIB de la ciudad para 2003 fue 27.5 mil millones de yuanes. Su proximidad a Wuhan y la ubicación a lo largo de grandes líneas ferroviarias y el río Yangtse hace de Huangshi una ciudad importante. Los recursos minerales son abundantes en Huangshi dando él apodo de " El cuerno de la abundancia del Sur". Los metales incluyen hierro, manganeso, oro, cobre, tungsteno, molibdeno, zinc, plomo, cobalto, plata, galio y talio. Otros recursos minerales son el germanio, indio, selenio, teluro, azufre, calcita, caliza, celestina, yeso y muchos otros.
La agricultura es también una parte importante de la economía de Huangshi. Hay más de 3000 especies de plantas en Huangshi muchas de ellas utilizadas para la alimentación, farmacia y fragancias. Otras industrias son la metalurgia, los textiles, materiales de construcción, energía, industria ligera, electrónica, productos farmacéuticos, productos químicos y el procesamiento de alimentos.